# パーム島 (クイーンズランド)

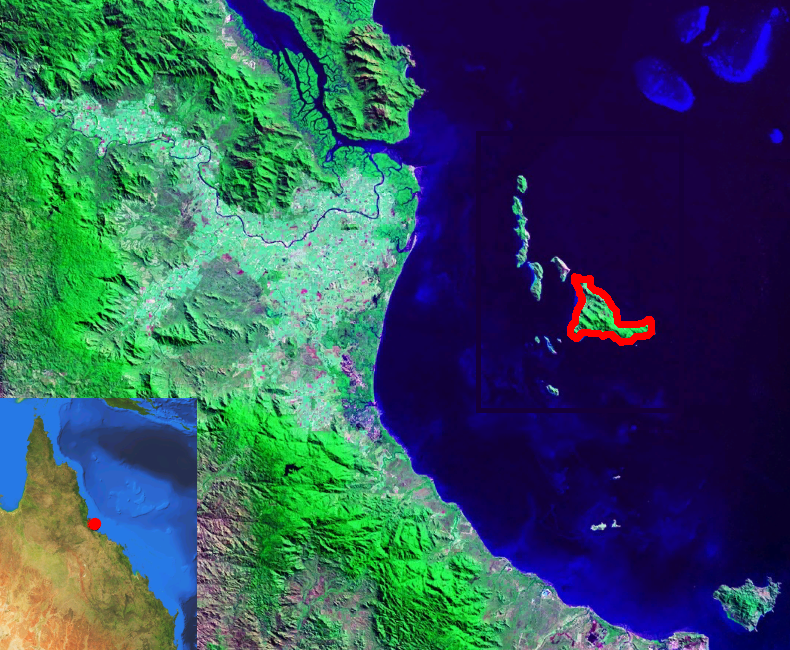
パーム島の位置

パーム島（パームとう、Palm Island、郵便番号: 4816, 南緯18度42分 東経146度33分 / 南緯18.700度 東経146.550度）は、クイーンズランド, タウンズヴィル北東65kmに位置する島。
Greater Palm 諸島の主島で、64km sq の湾、標高548mの森林丘陵、ビーチがある。
パーム諸島に近接して、Rattlesnake Island (ガラガラヘビ島)、Magnetic Island がある。

## 概観
熱帯の美しい自然がある。
今日、国内最大のアボリジニー居住地で本土の 42部族からなる 4,000人が住んでいる。彼らはアルコール依存、薬物依存、家庭内虐待 (domestic abuse)、90％の失業率などに苦しんで来た。平均寿命は50歳である（全国平均寿命は約80歳）。
1999年、ギネスブックは、戦闘地域以外で世界一危険な地域に載せた。
犯罪学者 Dr.Paul Wilson は、先進国、発展途上国を含めて最も犯罪率が高い地域と見なしており、理由として白人の移住によるそれまでの社会・居住地の破壊・再構築を挙げている。

## 歴史
- 1770年、探検家ジェームズ・クックにより命名。（アボリジニー）人口：200人（推定）
- 1909年、役人が日本人のこの地域での真珠採取を調べる為に訪問。アボリジニー人口：約50人
- 1914年、政府は本土沿岸の ハル川 (Hull River) 地域に"ハル川アボリジニー居住地" を設立。
- 1918年3月10日、サイクロン（名前がまだ付けられていなかった）上陸。居住地は破壊され、パーム島に再建設される。
- 1920年代初期以降、パーム島は最大のアボリジニー居住地となる、政府は1960年代後半までアボリジニーの流刑地として使った。
- 1927年、病院が設立（主に性感染症治療のため）。
- 1939年、ハンセン病病院が設立、大戦後閉鎖。
- 第二次世界大戦時の1943年、アメリカ海軍はパーム島に放送局を設置。
- 1997年3月、 サイクロン・ジャスティン（カテゴリ−2）による鉄砲水。
- 2004年11月26日、Cameron Doomadgee の拘留中の死亡が調査発表された後、警察、行政機関に対して暴動が起こる。